# Relações entre Brasil e Rússia
As relações entre Brasil e Rússia tem visto uma melhora significativa nos últimos anos, caracterizada por um aumento das trocas comerciais e a cooperação em matéria de tecnologia militar e segmentos. Atualmente o Brasil possui uma importante aliança com a Federação Russa, com parcerias em áreas como tecnologia espacial, militar e telecomunicações.
Uma pesquisa divulgada pela BBC News em 2013 revelou que 38% dos russos veem a influência do Brasil de forma positiva e 8% de forma negativa, a pesquisa também revelou que 25% dos brasileiros veem a influência da Rússia de forma positiva e 30% de forma negativa. Brasil e Rússia são integrantes do grupo BRICS.
As relações russo-brasileiras são tradicionalmente próximas, caracterizadas por importante cooperação nos setores comercial, militar e tecnológico. Atualmente, o Brasil é um importante parceiro da Federação Russa com interesses comuns em tecnologia espacial, tecnologia militar, tecnologia de comunicações e outros segmentos. Em 2012, o Brasil respondeu por 0,7% do volume de negócios da Rússia, o volume de comércio exterior foi de US$ 5,9 bilhões, incluindo exportações russas de US$ 2,8 bilhões.

## História

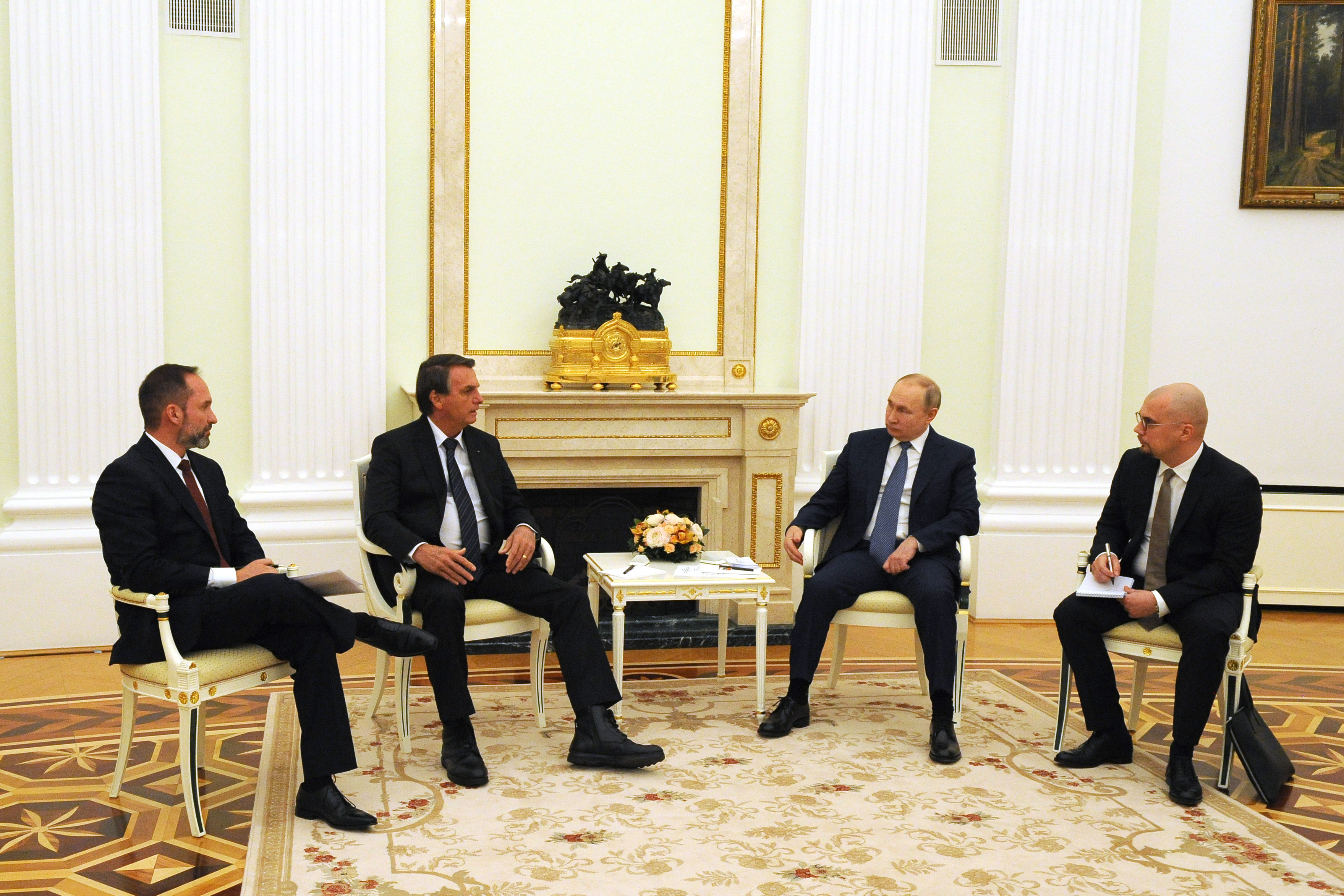
Os presidentes Jair Bolsonaro e Vladimir Putin durante reunião no Kremlim em 2022.

As primeiras relações bilaterais entre os habitantes dos países datam da segunda metade do século XVIII, quando marinheiros russos visitaram o Brasil em navios ingleses. Vale destacar também que no Brasil, com sentimentos de simpatia e apoio, acompanharam a luta do povo russo contra a invasão de Napoleão. O Brasil foi o primeiro estado da América Latina com o qual a Rússia estabeleceu relações diplomáticas, devido ao fato de o Brasil ser então uma monarquia.

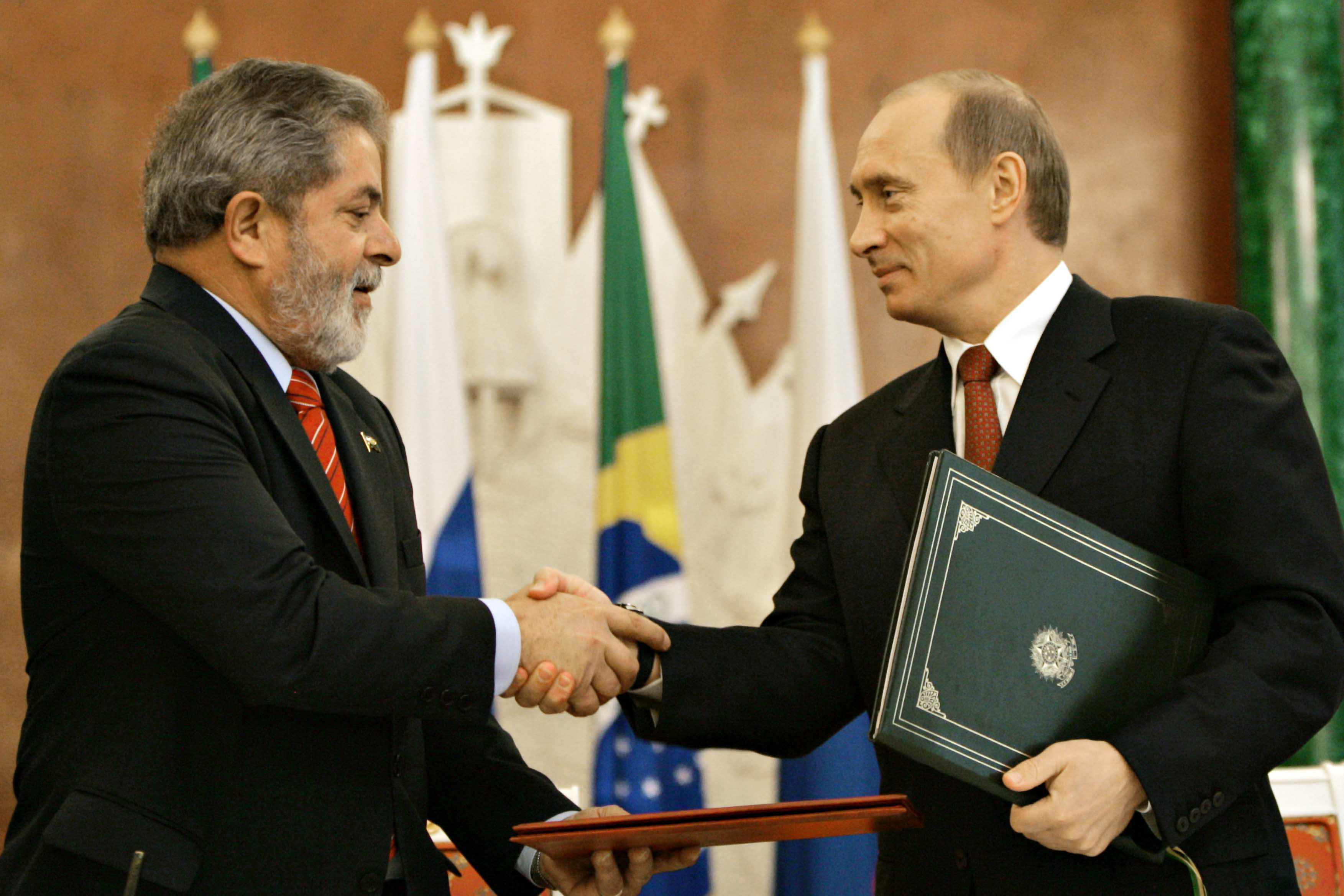
Os presidentes do Brasil e da Rússia na assinatura da Aliança Estratégica Brasil-Rússia, em 18 de outubro de 2005.

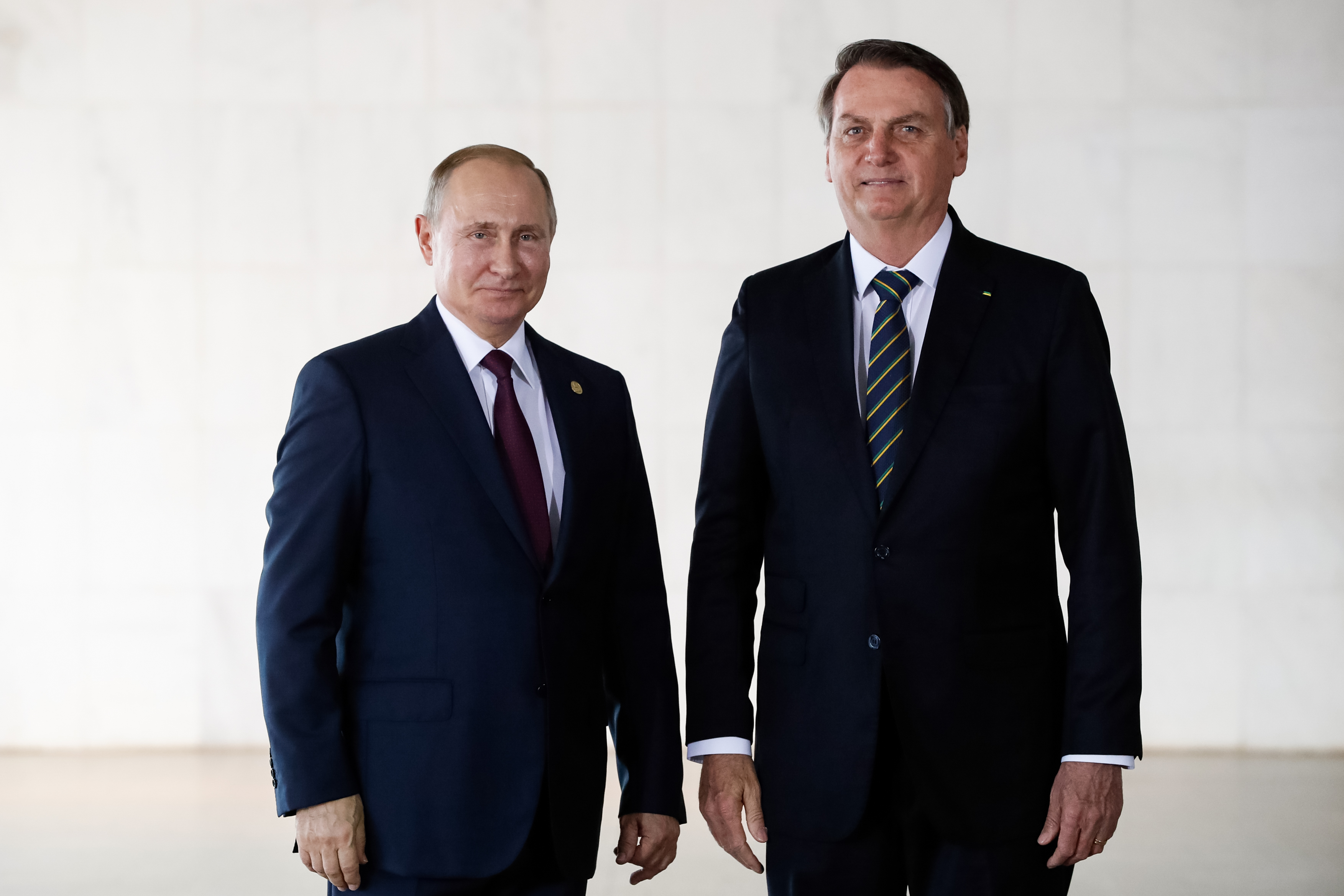
O Presidente da Rússia, Vladimir Putin com o Presidente do Brasil, Jair Bolsonaro em novembro de 2019.

Em 1828, o Brasil tornou-se o primeiro dos países latino-americanos a conquistar a independência, que foi reconhecida pela Rússia e estabeleceu relações diplomáticas com ela. Na mesma década de 1920, o botânico e etnógrafo russo Grigory Langsdorf  deu uma séria contribuição ao estudo do Brasil. A partir da segunda metade do século XIX, os produtos brasileiros de exportação começaram a chegar à Rússia: café, açúcar, especiarias . Ao mesmo tempo, nasceram laços culturais: nos anos 80, o famoso cantor tenor russo Nikolai Figner saiu em turnê pelo Brasil. Em 1867, o imperador brasileiro visitou a Rússia. No entanto, a visita foi informal. Pedro viajou para São Petersburgo e Kiev, e também visitou Livadia, onde foi calorosamente recebido pela família Romanov que passava férias lá. No início do século XX, os contatos entre os dois países atingiram um patamar mais elevado: o Brasil, entre outros países latino-americanos, participou da 2.ª Conferência de Paz em Haia, sendo um dos proponentes a Rússia.

### Século XIX
O início das relações diplomáticas entre o Brasil e a Rússia ocorreu no dia 3 de outubro de 1828, sendo o Brasil o primeiro país sul-americano com o qual a Rússia formalizou laços diplomáticos.
Em 1876, o Imperador do Brasil, Dom Pedro II, fez uma visita em caráter privado à Rússia. Na visita, Dom Pedro II foi recepcionado na Academia de Ciências da Universidade Estatal de São Petersburgo.

### Século XX
A relação Brasil-URSS sofreu diversas variações no contexto turbulento do século XX. Logo após a Revolução Bolchevique, o Brasil rompe relações com a Rússia revolucionária.
- Entre 1917-1945: Brasil não mantém relações oficiais com a URSS;
- Entre 1945-1947: após participar do bloco de aliados da Segunda Guerra Mundial, o Brasil começa a manter relações diplomáticas com a URSS;
- Entre 1947-1959: o Governo Dutra rompe relações com a URSS devido ao crescimento do PCB no Brasil;
- Entre 1959-1961: o Governo JK inicia um processo de diálogo com a URSS, que é aprofundado pela Política Externa Independente de Jânio Quadros e culmina na normalização das relações sob a presidência de João Goulart;
- Entre 1961-1991: Brasil mantém relações oficiais com a URSS. O Regime Militar mantém a política de João Goulart no tocante ao assunto.

Com a dissolução da União Soviética e o subsequente nascimento da Federação Russa, as conversações entre as duas nações aumentaram, levando ao Tratado de Cooperação Brasil-Rússia, assinado em 21 de novembro de 1997.
Após a Revolução de Outubro de 1917, as relações diplomáticas entre os dois países foram interrompidas por mais de duas décadas. As relações entre a URSS e o Brasil eram difíceis, em grande parte porque as autoridades do país latino-americano tinham medo de "exportar a revolução". No Brasil, até o início da década de 1980, havia uma censura bastante rígida, e livros de conteúdo revolucionário encontrados durante a prisão eram declarados "instrumentos de crime político".
Após a tentativa de revolução em 1935, a censura foi ampliada - ao mesmo tempo todos os livros em línguas estrangeiras foram presos para verificação, e os proibidos foram queimados . Por exemplo, em 1937 foi emitido um aviso a todos os proprietários de gráficas, editoras e livrarias de que seriam punidos com a apreensão de todos os lucros se vendessem as obras de Marx, Lenin, Stalin, Trotsky e "outros autores russos proibidos " . Apesar disso, os contatos bilaterais continuaram a se desenvolver através da sociedade anônima soviética Yuzhamtorg (sua sede era em Buenos Aires), havia pouco comércio entre ambas as nações . Em termos culturais e científicos, o lugar de maior destaque foi ocupado por uma viagem ao Brasil, no início de 1933, do famoso botânico e geneticista soviético Nikolai Vavilov.
Tendo se tornado aliado da URSS durante a Segunda Guerra Mundial, o Brasil lhe ofereceu o restabelecimento das relações diplomáticas, o que foi feito em 2 de abril de 1945. Durante a Guerra Fria, o Brasil, como a maioria dos países ocidentais, teve uma postura neutra, mas bastante fria em relação à União Soviética. As relações diplomáticas foram cortadas de 1947 a 1961. O restabelecimento dos contatos oficiais foi programado para coincidir com a visita do cosmonauta Yuri Gagarin ao Brasil em 1961, que presenteou o presidente do país com a Mensagem do Soviete Supremo da URSS . As relações entre os dois estados limitavam-se ao comércio comercial e acordos de cooperação em indústrias de mínima importância. O volume do comércio bilateral foi bastante significativo - 835 milhões de dólares em 1983. Durante os anos da perestroika, caiu drasticamente: de 468 milhões de rublos e em 1984 para 267 milhões de rublos. em 1986.
Após o colapso da União Soviética e a posterior formação da Federação Russa, as relações entre os dois países se aqueceram e levaram à assinatura do “acordo de cooperação russo-brasileiro” em 2 de novembro de 1997. Em 2001, um comitê liderado pelo ex-vice-presidente brasileiro Marco Maciel e pelo primeiro-ministro russo Mikhail Kasyanov produziu vários tratados bilaterais de longo prazo, estabelecendo as bases para uma parceria estratégica entre os dois países; Foi criada a Comissão do Governo Russo-Brasileiro.

### Século XXI
Em 2001, uma comissão de alto nível chefiada pelo então vice-presidente do Brasil, Marco Maciel, e o então primeiro-ministro da Rússia, Mikhail Kasyanov, estabeleceu a longo prazo diversos acordos bilaterais, dando início a uma parceria estratégica entre os dois países.
Dando continuidade ao desenvolvimento das relações bilaterais, o ex-vice-presidente do Brasil José Alencar visitou Moscou em setembro de 2003 para se reunir com o presidente da Federação Russa Vladimir Putin e membros de seu gabinete. Os países assinaram o "pacto russo-brasileiro sobre tecnologia e suprimentos militares" - um importante acordo nas áreas de tecnologia espacial, defesa antimísseis, fornecimento de armas. Na viagem, José Alencar, viajou para Moscou, em setembro de 2003, para um encontro com o presidente russo Vladimir Putin e os seus membros de gabinete. Os dois países assinaram um pacto de transferência tecnológica e militar, um importante acordo no domínio da tecnologia espacial, mísseis de defesa, e transferência de armas militares. A convite do presidente brasileiro Luiz Inácio da Silva, Vladimir Putin fez uma visita oficial ao Brasil em 22 de novembro de 2004.
Em 18 de outubro de 2005, durante a visita oficial do presidente brasileiro a Moscou, Lula e V. Putin assinaram uma "Aliança Estratégica Rússia-Brasileira" bilateral. Também foi assinado um acordo que permitiu ao primeiro astronauta brasileiro, Marcus Pontes, voar para o espaço a bordo de uma espaçonave Soyuz TMA-8.  Em 26 de novembro de 2008, o Presidente Dmitry Medvedev esteve em visita ao Brasil, onde assinou, em especial, acordos de cooperação técnico-militar e de dispensa de visto para viagens de curta duração de cidadãos da Federação Russa e cidadãos de a República Federativa do Brasil.
Em 26 de novembro de 2008, durante uma visita de Estado do presidente Dmitri Medvedev ao Brasil, os dois países assinaram acordos sobre isenção de vistos, e de cooperação nos setores aeroespacial, nuclear e de defesa.
Em maio de 2010, o presidente brasileiro Luiz Inácio Lula da Silva chegou a Moscou em visita oficial.Durante a reunião, foi assinado o Plano de Ação para a Parceria Estratégica entre a Federação Russa e a República Federativa do Brasil.
Em dezembro de 2012, a presidente do Brasil Dilma Rousseff realizou uma visita oficial a Moscou, durante a qual foram realizadas negociações com o presidente russo Vladimir Putin sobre diversificação comercial e aprofundamento da parceria estratégica, foram discutidas as perspectivas de desenvolvimento da cooperação nas esferas científica, técnica, cultural e humanitária, e vários documentos, incluindo o “Plano de Ação de Parceria Estratégica: Caminho a Seguir”.
Nos dias 13 e 17 de julho de 2014, o presidente russo, Vladimir Putin, realizou uma visita oficial ao Brasil , durante a qual manteve conversas com a presidente brasileira, Dilma Rousseff, na qual foi assinado um pacote de documentos sobre cooperação, e também participou do Cúpula do BRICS sobre coordenação política e governança global.
Em 15 de julho de 2014, Vladimir Putin veio ao Brasil para uma reunião dos países BRICS e assinou acordos com o Brasil em diversas áreas, estando também reunido com a presidente Dilma Rousseff.
Em junho de 2017, o Presidente da Rússia, Vladimir Putin, doou ao então presidente brasileiro, Michel Temer, cartas escritas pelo Imperador brasileiro, Pedro II, ao Imperador Russo, Alexandre II. As cartas atualmente estão no acervo do Museu Imperial, tendo sido entregues ao museu em novembro de 2017.

## Comissão de Alto Nível de Cooperação Russo-Brasileira
A comissão foi criada em 1997. Inclui:
- Comissão Intergovernamental Russo-Brasileira de Comércio, Cooperação Econômica, Científica e Técnica (IPC),
- Comissão de Assuntos Políticos (Comissão Política).[9]

A quarta reunião da Comissão foi realizada em 2006. A quinta foi realizada em 17 de maio de 2011 sob a presidência do primeiro-ministro russo Vladimir Putin e do vice-presidente brasileiro Michel Temer.

## Comércio Brasil-Rússia
O colapso da URSS levou a um declínio de curto prazo no comércio russo-brasileiro. Em 1992, o comércio bilateral atingiu apenas 22 milhões de dólares. No entanto, logo o volume de negócios começou a crescer e em 1997 chegou a 1,1 bilhão de dólares. Desde então, o Brasil se tornou o maior parceiro comercial da Rússia na América Latina e assim permaneceu nos anos 2000 e início dos anos 2010.
Em 2007-2013, o Brasil respondeu por 29,7% das exportações russas para a América Latina e 45,4% das importações da Rússia para esta região  . É verdade que os volumes de comércio em termos absolutos são pequenos - o volume de negócios anual dos dois países em 2011 foi de apenas 1,9 bilhão de dólares. No total, em 2007-2013, o valor das exportações da Federação Russa para o Brasil foi de US$ 12,4 bilhões, enquanto as importações brasileiras no mesmo período somaram US$ 27,6 bilhões.
O Brasil é um dos principais fornecedores de açúcar bruto, café, carne bovina e suína para a Federação Russa, e os fertilizantes respondem por uma parcela significativa das exportações russas. Em 2009, o Brasil forneceu 67% das necessidades de importação da Rússia em açúcar bruto, 53% em carne bovina congelada, 42% em carne suína, 41% em soja, 31% em folha de tabaco, 21% em café, 13% em carne de aves . O Brasil no período pós-soviético substituiu Cuba como principal fornecedor de açúcar bruto para a Rússia.
No início dos anos 2010, o comércio bilateral entre os dois países pode ser resumido a troca de carnes brasileiras por fertilizantes russos. Assim, em 2013, as exportações russas para o Brasil consistiram em fertilizantes em 77,6%, e as carnes responderam por 55,9% do abastecimento brasileiro à Federação Russa no mesmo ano. No final dos anos 2000, a carne brasileira tornou-se um fator que complicou significativamente as relações entre os dois países. Em 2005, em troca do apoio do Brasil à adesão da Rússia à OMC, a Federação Russa se comprometeu a comprar 390.000 toneladas de carne brasileira. No entanto, logo a oferta de carne brasileira do lado russo começou a ser limitada por questões veterinárias, o que gerou insatisfação com as autoridades brasileiras.

## Investimento brasileiro na Rússia
O volume de investimentos brasileiros na Rússia nas décadas de 2000-2010 foi pequeno. Uma espécie de impulso para a penetração de empresários brasileiros na Federação Russa foi a criação, em 2004, do Conselho de Empresários da Rússia e do Brasil (posteriormente renomeado Conselho Empresarial da Rússia e do Brasil) . No entanto, na década de 2000, apenas dois grandes projetos de investimentos brasileiros foram implementados na Rússia. Em dezembro de 2007, uma planta para a produção de produtos semi-acabados de carne Concordia foi colocada em operação na região de Kaliningrado com a empresa russa Miratorg (um investidor brasileiro investiu cerca de US$ 40 milhões nela) . No entanto, após os resultados de 2008, a empresa sofreu perdas, após o que o lado brasileiro vendeu sua participação para a Mirator. Em 2007, a empresa brasileira "Marcopolo SA" iniciou a produção de ônibus na Federação Russa com base em duas empresas russas, investindo cerca de 300 milhões de rublos, mas já em 2009 essa empresa também anunciou sua saída da joint venture. No entanto, a empresa não perdeu o interesse na Rússia. Em 2014, uma novidade foi apresentada na KAMAZ - um ônibus urbano de classe baixa produzido em conjunto por uma empresa russa e a Marcopolo SA.

## Cooperação educacional
Tradicionalmente, relativamente poucos estudantes do Brasil estudavam em universidades russas: por exemplo, a Universidade RUDN, a principal fonte de pessoal na URSS para países em desenvolvimento, formou 186 brasileiros em 1966-2008 (3,8% dos graduados latino-americanos desta universidade).

## Comparação entre os países
|                                                  | Brasil                                       | Rússia                                        |
| ------------------------------------------------ | -------------------------------------------- | --------------------------------------------- |
| População (2021)                                 | 212 559 417                                  | 145 934 462                                   |
| Área                                             | 8 515 767 km²                                | 17 098 242 km²                                |
| Densidade populacional (2021)                    | 25,6 hab/km²                                 | 8,910 hab/km²                                 |
| Capital                                          | Brasília                                     | Moscou                                        |
| Maior cidade                                     | São Paulo                                    | Moscou                                        |
| Governo                                          | República presidencialista                   | República semipresidencialista                |
| Línguas oficiais                                 | Português                                    | Russo                                         |
| PIB (nominal) (2020)                             | US$ 1,445 Trilhões (US$ 6 796,84 per capita) | US$ 1,483 Trilhões (US$ 10 126,72 per capita) |
| Moeda                                            | Real                                         | Rublo                                         |
| Índice de Desenvolvimento Humano (2019)          | 84.º (0,765)                                 | 52.º (0,824)                                  |
| Índice de Competitividade Global (2019)          | 71.º Lugar                                   | 43.º Lugar                                    |
| Produção Científica (2020)                       | 14.º (1 145 853)                             | 12.º (1 359 443)                              |
| Reservas Internacionais em 2022 (milhões de USD) | 11.º (362 204)                               | 4.º (643 200)                                 |
| Índice de Liberdade Econômica (2022)             | 133.º (53,3)                                 | 113.º (56,1)                                  |
| Índice Global de Paz (2021)                      | 128.º (2,430)                                | 154.º (2,990)                                 |